# Подлубянка
Подлубянка (пол. Podłubianka) — село в Польщі, у гміні Янув Сокульського повіту Підляського воєводства.
Населення — 60 осіб (2011).
У 1975-1998 роках село належало до Білостоцького воєводства.

## Демографія
Демографічна структура станом на 31 березня 2011 року:
|          | Загалом | Допрацездатний вік | Працездатний вік | Постпрацездатний вік |
| -------- | ------- | ------------------ | ---------------- | -------------------- |
| Чоловіки | 34      | 9                  | 22               | 3                    |
| Жінки    | 26      | 4                  | 15               | 7                    |
| Разом    | 60      | 13                 | 37               | 10                   |